# 충청남도보령교육지원청
충청남도보령교육지원청(忠淸南道保寧敎育支援廳, Boryeong Office of Education)은 충청남도 보령시를 관할하는 충청남도교육청 산하의 교육지원청이다.
교육장은 장학관으로 보한다.
본래 대천교육청이었으나 1995년에 보령교육청, 그리고 2010년 9월부터 현재의 명칭으로 개정되었다.

## 연혁
- 1952년 5월 24일 : 교육자치제 실시(보령군 교육구청)
- 1962년 2월 1일 : 보령군 교육과 개편
- 1964년 1월 1일 : 교육자치제 부활 보령군교육청
- 1986년 3월 18일 : 직제행정 대천시 교육청
- 1991년 3월 26일 : 충청남도 대천교육청
- 1995년 1월 1일 : 충청남도보령교육청
- 2010년 9월 1일 : 충청남도보령교육지원청

## 역대 교육장
| 보령군교육구청         | 보령군교육구청 | 보령군교육구청                   | 보령군교육구청              |
| 대수                   | 이름           | 임기                             | 비고                        |
| ---------------------- | -------------- | -------------------------------- | --------------------------- |
| 초대                   | 이중           | 1952년 8월 ~ 1960년 7월          |                             |
| 2대                    | 이병권         | 1960년 10월 ~ 1962년 1월         |                             |
| 보령군교육청           |                |                                  |                             |
| 3대                    | 안종갑         | 1964년 1월 ~ 1964년 3월          |                             |
| 4대                    | 이희일         | 1964년 4월 ~ 1964년 4월          |                             |
| 5대                    | 이중           | 1964년 4월 ~ 1967년 11월         |                             |
| 6대                    | 임형수         | 1967년 12월 ~ 1970년 10월        |                             |
| 7대                    | 이희일         | 1970년 11월 ~ 1972년 8월         |                             |
| 8대                    | 한영호         | 1972년 9월 ~ 1976년 8월          |                             |
| 9대                    | 서건석         | 1976년 9월 ~ 1978년 8월          |                             |
| 10대                   | 김양기         | 1978년 9월 ~ 1980년 8월          |                             |
| 11대                   | 이기헌         | 1980년 9월 ~ 1984년 2월          |                             |
| 12대                   | 신동헌         | 1984년 3월 ~ 1984년 10월         |                             |
| 13대                   | 임재혁         | 1984년 11월 ~ 1986년 3월         |                             |
| 대천시교육청           |                |                                  |                             |
| 14대                   | 임재혁         | 1986년 3월 ~ 1986년 8월          |                             |
| 15대                   | 국병화         | 1986년 9월 ~ 1991년 2월          |                             |
| 대천시교육청           |                |                                  |                             |
| 16대                   | 이종관         | 1991년 3월 ~ 1993년 2월          |                             |
| 17대                   | 남기락         | 1993년 3월 ~ 1995년 1월          |                             |
| 충청남도보령교육청     |                |                                  |                             |
| 17대                   | 남기락         | 1995년 1월 ~ 1995년 2월          |                             |
| 18대                   | 소진근         | 1995년 3월 ~ 1997년 3월          |                             |
| 19대                   | 송재선         | 1997년 3월 1일 ~ 1999년 8월 31일 |                             |
| 20대                   | 정달언         | 1999년 9월 1일 ~ 2000년 8월 31일 |                             |
| 21대                   | 이영하         | 2000년 9월 1일 ~ 2002년 2월 28일 |                             |
| 22대                   | 장광순         | 2002년 3월 1일 ~ 2003년 2월 28일 |                             |
| 23대                   | 황의성         | 2003년 3월 1일 ~ 2005년 2월 28일 |                             |
| 24대                   | 임완희         | 2005년 3월 1일 ~ 2006년 2월 28일 |                             |
| 25대                   | 김창순         | 2006년 3월 1일 ~ 2007년 8월 31일 |                             |
| 26대                   | 김재득         | 2007년 9월 1일 ~ 2009년 2월 28일 |                             |
| 27대                   | 구영회         | 2009년 3월 1일 ~ 2011년 2월 28일 | 충청남도보령교육지원청 개칭 |
| 충청남도보령교육지원청 |                |                                  |                             |
| 28대                   | 김혁주         | 2011년 3월 1일 ~ 2013년 2월 28일 |                             |
| 29대                   | 장형주         | 2013년 3월 1일 ~ 2014년 8월 31일 |                             |
| 30대                   | 박도순         | 2014년 9월 1일 ~ 2016년 8월 31일 |                             |
| 31대                   | 조민행         | 2016년 9월 1일 ~ 2018년 8월 31일 |                             |
| 32대                   | 이진호         | 2018년 9월 1일 ~ 2020년 2월 29일 |                             |
| 33대                   | 서정문         | 2020년 3월 1일 ~ 2021년 8월 31일 |                             |
| 34대                   | 김영화         | 2021년 9월 1일 ~ 2023년 2월 28일 |                             |
| 35대                   | 백정현         | 2023년 3월 1일 ~ 현재            |                             |

## 산하 기관

### 유치원
| - 명천 유치원 - 보령창미유치원 |
| ------------------------------ |

### 초등학교
| - 개화초등학교 - 관당초등학교 - 관창초등학교 - 광명초등학교 - 낙동초등학교 - 남포초등학교 - 대관초등학교 - 대남초등학교 - 대창초등학교 | - 대천동대초등학교 - 대천초등학교 - 명천초등학교 - 미산초등학교 - 성주초등학교 - 송학초등학교 - 오천초등학교 - 삽시분교 - 옥계초등학교 | - 외연도초등학교 - 웅천초등학교 - 월전초등학교 - 주산초등학교 - 주포초등학교 - 천북초등학교 - 청라초등학교 - 청룡초등학교 - 고대분교 - 장고분교 | - 청보초등학교 - 청소초등학교 - 청파초등학교 - 호도분교 - 한내초등학교 |

### 중학교
| - 남포중학교 - 대명중학교 - 대천서중학교 - 대천여자중학교 | - 대천중학교 - 미산중학교 - 보령중학교 - 웅천중학교 | - 원의중학교 - 주산중학교 - 천북중학교 | - 청라중학교 - 한내여자중학교 |